# Etah (huyện)
Huyện Etah là một huyện thuộc bang Uttar Pradesh, Ấn Độ. Thủ phủ huyện Etah đóng ở Etah. Huyện Etah có diện tích 4446 ki lô mét vuông. Đến thời điểm năm 2001, huyện Etah có dân số 2788270 người.